# Arreu (revista)
Arreu va ser un setmanari d'informació general en català, publicat entre l'octubre de 1976 i l'abril de 1977. Els 24 números publicats van tenir una tirada mai inferior als 12.000 exemplars. Va ser propiciada per un grup de persones que es movien, majoritàriament, a l'òrbita del Partit Socialista Unificat de Catalunya, encara que es presenta com una publicació "sense lligams orgànics".
Uns col·laboradors destacats van ser Montserrat Roig, Ramon Barnils, Nolasc Acarín, Jaume Carbonell, Fabrici Caivano, Josep Martí Gómez, Jaume Fabre, Lluís López del Castillo, Francesc Vallverdú, Manuel Pujades, Isidor Boix, Albert Fina, Josep Benet, Enric Ucelay da Cal, Pau Verrié, Carles Carreras, Imma Julián, Bru Rovira i Milagros Pérez Oliva. Com a corresponsals hi va haver Jesús Sanz, Josep Quintanas, Enric Juliana, Eugeni Madueño. El grup de Sabadell era representat per Lluïsa Domingo,  Xavier Vinader i Dolors Calvet.

## Origen
El 18 d'octubre de 1976 va aparèixer el primer número de la revista. El projecte va ser una iniciativa d'Àngel Abad, nascut el 1936 a Vitòria, ex-militant del Frente de Liberación Popular (FLP) i empresonat en diverses ocasions. Vas ser l'encarregat de posar en marxa un setmanari obert, estrictament en català. Els primers col·laboradors formaven Edicions Arreu S.A. amb ell: una empresa d'arts gràfiques que es deia Ketres S.A., formada per Jordi Joan Sánchez, Àngel Abad i Àngel Aragüés, van ser companys de presó política. Ketres tenia la seu al carrer Borrell, 136-140 entresol. Allí va ser Arreu fins al número 20, i després va passar al 160 del carrer Viladomat. També el professor Jesús Rodés, un altre company de presó, s'incorporà al projecte i hi tingué una influència decisiva des del primer instant, s'hi van afegir un publicista important, ex-correligionari, Paco Moltalvo, i Josep MIquel Abad, germà de l'abans citat Àngel Abad, aleshores degà del Col·legi d'Aparelladors, més tard primer tinent alcalde de l'Ajuntament de Barcelona i un dels eixos de l'equip del projecte olímpic Barcelona-92.

## Propòsits
La declaració d'intencions de la publicació apareix en el seu número 0 i també la seva crida al número 5 “Al poble de Catalunya”. Arreu insisteix en el seu caràcter “d'eina política sense lligams orgànics”. Es definien com “la veu d'un equip estretament vinculat amb els moviments de lluita del nostre país”, “...s'esforçarà per posar l'accent i recolzar les lluites de les classes populars”, “... lluitarà per garantir el futur l'hegemonia de les classes populars presents a Catalunya, d'acord amb el nostre concepte de nació”. Podríem deduir que Arreu ha estat, efectivament, una de les publicacions que més atenció ha dedicat a les lluites obreres i populars a Catalunya, fins al punt que són presents, amb espais privilegiats, a tots els números d'aquesta revista de vida tan efímera.
Des d'un punt de vista cultural, Arreu feia seus els plantejaments del Congrés de Cultura Catalana, marcat, aleshores per la proposta d'una cultura nacional-popular per a l'àmbit dels Països Catalans, tema que era en aquells moments el centre de les polèmiques vibrants. La revista entén la qüestió en els termes següents: “Si bé el centre d'atenció de la revista és, ara com ara, Catalunya, això no li impedeix d'estar oberta alhora a la resta dels Països Catalans, amb els quals ens vinculen, entre altres que es podien bastir en el futur, llaços estrets de caràcter històric, lingüístic, cultural i polític”.
No obstant això, no tothom veia clar la independència de la publicació. Lluís M. Xirinacs a través d'un article a l'Avui posava en qüestió el caràcter independent de la revista, hi assenyalava la influència determinant del PSUC. Això va ser greu per Arreu, ja que Xirinacs a la porta de la Model era una de les referències de la lluita catalana per les llibertats.

## Equip
Arreu va funcionar amb la cohabitació periodística o la codirecció. El director periodístic va ser Xavier Caño Tamayo, tot i que a partir del número 9 i fins al número 20 Josep Ramoneda apareixia com a director de publicacions. Si Caño va tenir cura de tot el procés de muntatge de la revista, Ramoneda va assumir més directament les feines de direcció literària o de director-coordinador dels aspectes de redacció.
Tot funcionava a través d'un consell de redacció que es reunia una dia a la setmana amb els coordinadors de les quatre gran àrees: Política, amb Manuel Campo de cap; Treball i Capital, que encapçalava Ferran Sales; Cultura i Societat civil, que va encapçalar primer Ignasi Riera i més tard Joan-Anton Benach i Joaquim Ibarz; i Memòria popular, sempre a càrrec de Jesús M. Rodés. Josep Ramoneda elaborava un dels textos més compromesos de la publicació, la crònica política de la setmana. Quant a l'editorial, es discutia col·lectivament al consell de redacció setmanal, era redactat cada setmana per un dels caps de redacció.
El gruix de l'equip de redacció el conformaven un seguit de periodistes d'orígens professionals ben diversos. Un dels responsables de reportatges d'Arreu va ser Xavier Vinader que ja a través de les pàgines del setmanari va començar a revelar dades precises, sorprenents i polèmiques sobre les xarxes de l'extrema dreta internacional que operaven a Catalunya. Un altre, Carles Esteban un dels cronistes de la conflictivitat laboral a Catalunya. La crònica de Madrid la feia Gregorio Morán. L'escriptora Montserrat Roig va ser col·laboradora de la publicació des del primer instant, element bàsic a les pàgines de Cultura i responsable d'una secció feminista, divertida, irònica, que s'avançava al seu temps, que es deia “Corcó”. A les pàgines de Cultura hi treballava també Fèlix Fanés, professor de cinema, que havia estat el cronista-historiador de la vaga de tramvies de 1951 a Barcelona. Antoni Batista va ser l'encarregat de portar les manifestacions musicals innovadores que tenien lloc a Catalunya. Antoni Lucchetti marcava molt directament la informació laboral, i sobretot, sindical. Francesc Baltasar també col·laborava habitualment a Arreu com a cronista de problemàtiques laborals.
A més de les reunions dels consells de redacció, cada secció mantenia setmanalment, les seves reunions internes. Fet que va anar eixamplant tant les temàtiques com el nombre de col·laboradors. Per exemple, el doctor Nolasc Acarin, element fonamental en l'àmbit de Sanitat del Congrés de Cultura Catalana, va convertir-se en el col·laborador d'Arreu per a qüestions sobre salut i la sanitat; o Jaume Carbonell i Fabrici Caivano tractant la temàtica educativa; Josep Martí Gómez i Jaume Fabre sobre temes d'ecologia o política catalana; Lluís López Castillo i Francesc Vallverdú en temes de política lingüística;Manuel Pujades, Isidor Boix o Albert Fina en qüestions d'assessorament laboral; Josep Benet i Enric Ucelay da Cal en temes d'història catalana; Pau Verrié o Carles Carreras en la problemàtica de la divisió territorial; Imma Julián en qüestions plàstiques; Bru Rovira entenia de temes de lleure infantil; Milagros Pérez Oliva en investigació i documentació.
També hi havia un gran treball de corresponsals com Jesús Sanz, Josep Quintanas, Enric Juliana, Eugeni Madueño, el grup de Sabadell era representat per Lluïsa Domingo, Xavier Vinader, Dolors Calvet, entre d'altres.

## El llenguatge
És una de les primeres revistes a Catalunya que dedica un espai important a descriure la problemàtica dels correctors de les editorials catalanes. I així fa una crida al número 4 de 15 de novembre de 1976 per preparar l'assemblea dels correctors editorials que havia de tenir lloc ben aviat al mateix novembre a Barcelona. Arreu va tenir un equip excepcional de traductors, perquè havia una majoria de col·laboradors avesats a escriure en castellà, i correctors, perquè la resta necessitaven que el corrector pentinés els escrits sovint vacil·lants. La revista va oferir moltes solucions pràctiques per a un futur estàndard pel periodisme de masses. La cultura lingüística i general dels correctors era notable, tot això els va permetre suplir sovint deficiències de redacció dels col·laboradors i pensar en un català intel·ligible per a la totalitat dels Països Catalans.

## Aspectes tècnics
L'extensió mitjana de la revista va ser de 64 pàgines i el format era de 21x27 cm. S'editava en fotocomposició.
Des del primer instant, els fotògrafs van quedar plenament integrats a l'equip de redacció d'Arreu. Jordi Soteras, Pere Monés, Joan Guerrero, Jordi Socias, Paco Elvira i Pablo Rancañovan garantir la qualitat de les fotografies d'Arreu. Antoni Muns, va cedir moltes de les seves fotos, que dignificaren la imatge plàstica de la publicació, sempre amb coberta de paper couché i quatricomia. La secció de Memòria popular també va utilitzar intensament els arxius fotogràfics de Catalunya, que solien ocupar dues de les tres columnes de text a cada pàgina. Una de les novetats d'Arreu va ser convertir la fotografia en arma de denúncia contra els desastres ecològics a Catalunya.
En contrast amb la qualitat de les fotos, els pocs anuncis de la publicació de dues editorials molt marcades políticament com ho són Laia i L'Avenç, van limitar la imatge plural del setmanari.

## Continguts i temàtiques
Arreu es converteix en un bon observador del seu moment, un temps frontissa. La fragmentació d'un cos polític que s'havia mostrat unitari sota el franquisme; l'intent de reciclatge de la dreta; la persistència d'una ultradreta; el distanciament entre la classe política i el ritme de Suárez; el sentit polític de les mobilitzacions socials; els efectes de la irrupció de Tarradellas, són alguns interrogants que analitzarà el setmanari. No amb un tractament abstracte, sinó amb noms, cognoms, vinculacions familiars i càrrecs.
Un dels fets més tràgics d'existència d'Arreu va ser la matança d'advocats laboralistes a Madrid, a Atocha. Hi havia un sector de la societat que no podia recuperar el poder a les urnes però que era poderós al país, comptava amb la tolerància d'elements importants de l'exèrcit i dels poders econòmics. La revista es va centrar en això i va comptar amb un periodista excepcional abans citat, Xavier Vinader, coneixedor segur dels mecanismes i dels interessos de l'extrema dreta.
A més a més, el setmanari també realitza un estudi minuciós de personatges de la dreta catalana. Més que d'una extrema dreta es tracta d'uns personatges que havien estat franquistes i que continuaven en la vida política del país.
També hi va haver una dedicació especial a certes institucions catalanes com “El Sometent, la ultradreta pagesa” de Josep M. Huertas.
Arreu va ser especialment sensible a les qüestions relacionades amb la llengua, però, sobretot, a les relacionades amb l'àmbit d'Ordenació del Territori. Amb una bona xarxa de corresponsals, el setmanari va tenir informacions de primer mà i ben servides al respecte.
Però, en realitat, l'aportació més important de la revista Arreu va ser el seguit d'articles de denúncia específica sobre els desastres ecològics a Catalunya. Articles com “Esplugues de Llobregat. Les tres torres, un atac contra el poble” de Xavier Campreciós, n'és un exemple.
Hi havia seccions de la publicació que eren més lleugeres, més civil i menys polític. Per exemple, la secció femenina de Montserrat Roig, o també la secció “Arreu recomana”.

## Desaparició
Arreu neix en ple canvi de tendència, en un moment en què el mercat lector, que no havia experimentat cap creixement, prefereix un altre tipus de publicacions a les revistes d'informació política. És en aquests moments quan surt Interviú amb gran èxit, poc temps després la premsa del cor. El capital de la publicació era escàs, mentre que els costos, tant d'infraestructura com de redacció, eren notables. A més a més, del cost de redacció hi havia el cost de l'equip tècnic: secretàries, fotògrafs, serveis de correcció, muntatge, etc, amb una mala o nul·la política publicitària, i com la majoria dels que hi col·laboraven pertanyien al PSUC, que va començar amb força però que acabant sofrint una crisi, aquesta hi va repercutir.

## Col·laboradors destacats
- Gregorio Morán